# گوتیه گرومیه
*گوتیه گرومیه (فرانسوی: Gauthier Grumier‎؛ زادهٔ ۲۹ مهٔ ۱۹۸۴) شمشیرباز اهل فرانسه است.
وی همچنین برندهٔ جوایزی همچون لژیون دونور (شوالیه) شده‌است.